# Virgin (album)
Virgin – pierwszy album studyjny zespołu pop-rockowego Virgin. Wydawnictwo ukazało się 16 września 2002 nakładem wytwórni muzycznej Universal Music Polska. Gościnnie w nagraniach wzięli udział: perkusista Piotr „Pniaq” Pniak, znany m.in. ze współpracy z zespołem Proletaryat oraz kwartet smyczkowy Grupa MoCarta (Filip Jaślar, Michał Sikorski, Paweł Kowaluk, Artur Renion).
Nagrania dotarły do 31. miejsca polskiej listy przebojów – OLiS. W sierpniu 2022 album uzyskał certyfikat złotej płyty.

## Lista utworów
1. „Dzieci ziemi” (muz. Tomasz Lubert, sł. Anja Orthodox) – 3:40
2. „9 życzeń” (muz. Tomasz Lubert, Piotr Pniak, Krzysztof Najman, sł. Anja Orthodox) – 2:42
3. „To ty” (muz. Tomasz Lubert, sł. Joanna Prykowska) – 3:44
4. „Nie złość Dody” (muz. Tomasz Lubert, sł. Dorota Rabczewska) – 3:37
5. „Nie tak – do mnie mówi się!” (muz. Tomasz Lubert, sł. Anja Orthodox) – 3:29
6. „Nie odpowiadaj” (muz. Tomasz Lubert, sł. Edyta Glińska) – 3:34
7. „Na niby” (muz. Tomasz Lubert, sł. Dorota Rabczewska) – 2:26
8. „Masz jeszcze czas” (muz. Tomasz Lubert, sł. Anja Orthodox) – 2:54
9. „Czekam” (muz. Tomasz Lubert, sł. Edyta Glińska) – 1:47
10. „Punkowy” (muz. Tomasz Lubert, Piotr Pniak, Krzysztof Najman) – 1:37
11. „Mam tylko ciebie” (muz. Tomasz Lubert, sł. Dorota Rabczewska) – 3:18
12. „Sława – a za co to?” (muz. Tomasz Lubert, sł. Andrzej Mogielnicki) – 2:54
13. „Material Girl” (muz. i sł. Peter Brown, Robert Rans) – 2:26
14. „Będę dziś szalona” (muz. Tomasz Lubert, sł. Andrzej Mogielnicki) – 3:01
15. „Sagan Ohm Warr” (muz. Krzysztof Najman, Piotr Pniak, sł. Piotr Pniak) – 2:53
16. „To ty” (Symphonic version) – 4:02

## Twórcy
| Zespół Virgin w składzie - Tomasz Lubert – gitara elektryczna, instrumenty klawiszowe, loopy, produkcja muzyczna - Dorota „Doda” Rabczewska – wokal prowadzący, wokal wspierający - Krzysztof Najman – gitara basowa, gitara elektryczna, produkcja muzyczna | Dodatkowi muzycy - Piotr "Pniaq" Pniak – perkusja, loopy, wokal prowadzący (15) - Filip Jaślar – skrzypce - Michał Sikorski – skrzypce - Paweł Kowaluk – altówka - Artur Renion – wiolonczela | Inni - Piotr Zygo – realizacja dźwięku - Wiesław Pieregorólka – produkcja muzyczna - Andrzej Puczyński – mastering - Dariusz Kawka – zdjęcia |